# Dieter Klein (historik umění)
Dieter Klein (* 23. dubna 1942 v Kokoníně u Jablonce nad Nisou) je historik umění působící v Mnichově a Vídni.
Po válce byla rodina vysídlena do Vídně. Klein zde absolvoval školní docházku, poté několik let pracoval v dunajské lodní dopravě a jako průvodce, než v Mnichově získal doktorát z dějin umění s prací o německém architektu Martinu Dülferovi. Následovala přednášková činnost na Mnichovské a Salcburské univerzitě a četné publikace, výstavy a přednášky o architektuře 19. a 20. století. V letech 1994–1998 byl Klein vedoucím „Dokumentačního centra pro evidenci kulturních památek v historických německých sídelních oblastech“. Klein je angažovaným zastáncem ochrany historických památek. Snaží se také přispět k porozumění a přátelství mezi bývalými sudetskými Němci a Čechy.